# Gamkonora (langue)
Pour les articles homonymes, voir Mont Gamkonora.
Le gamkonora est une langue papoue  parlée en Indonésie dans la péninsule du nord de l'île de Halmahera, dans la province des Moluques du Nord.

## Classification
Le gamkonora fait partie de la famille des langues halmahera du Nord. Visser et Voorhoeve (1987) considèrent que le gamkonora, tout comme le waioli voisin, est un des dialectes du sahu.

## Sources
- (en) John A. Severn, The phonemic Syllable in Sahu: A Computer Aided Phonological Analysis, NUSA Vol. 38, pp. 71-87.